# Dharavi

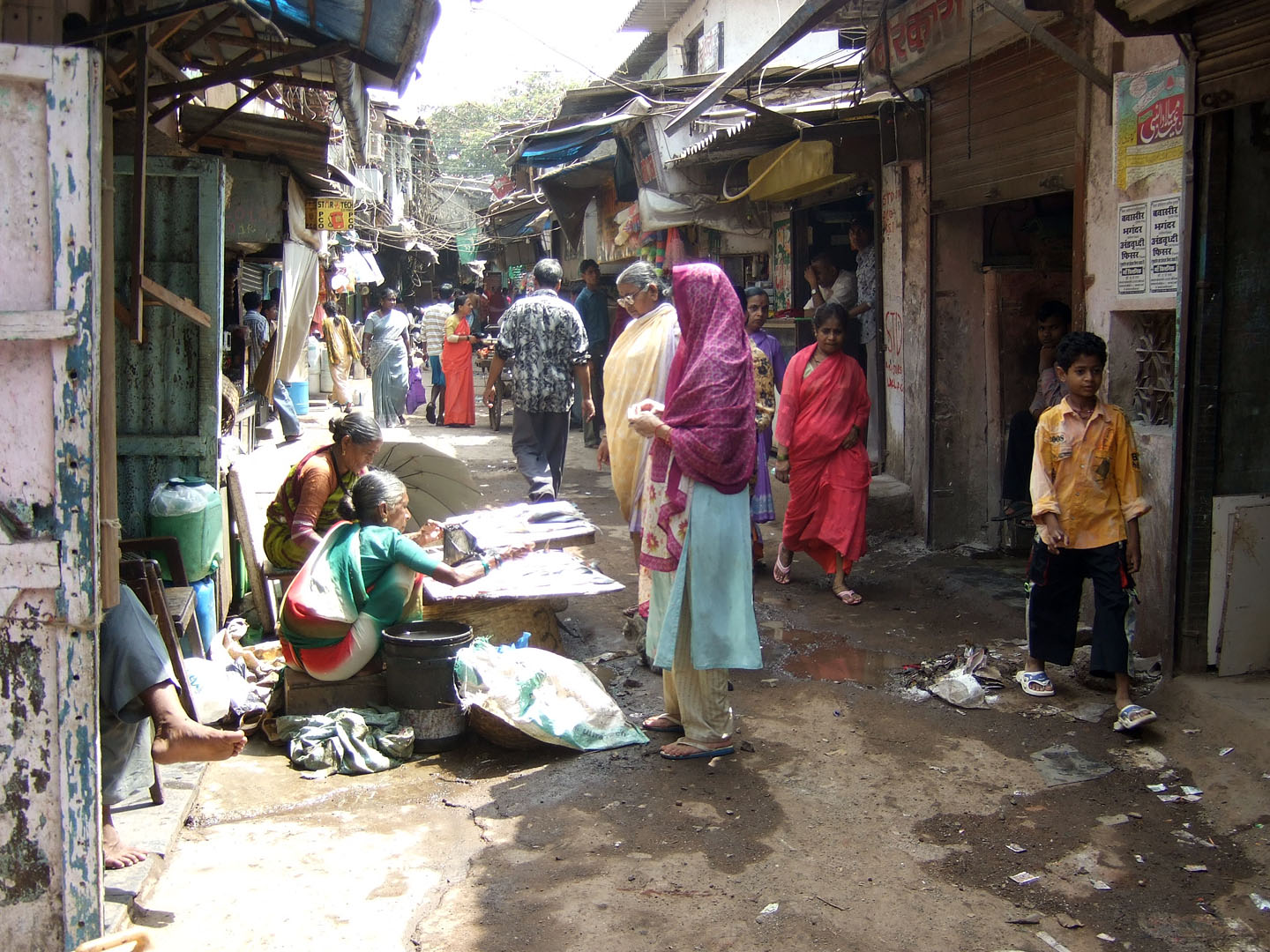
En gata i Dharavi

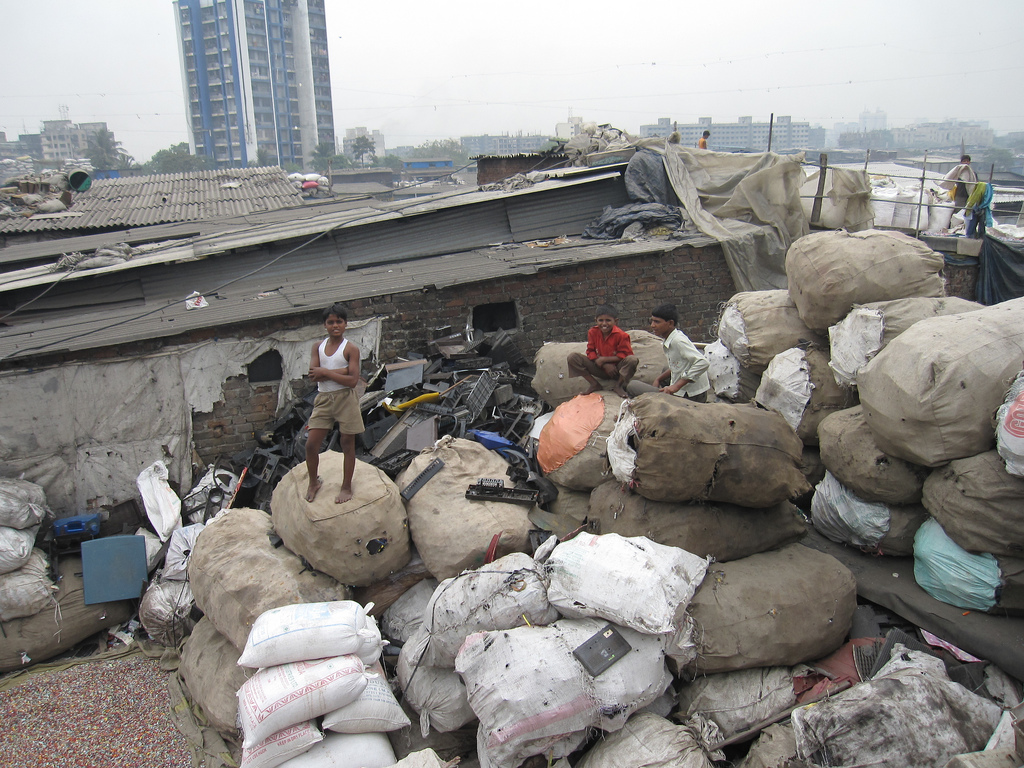
Barn i Dharavi

Dharavi är ett slumområde och administrativ enhet som breder ut sig över delar av Sion, Bandra, Kurla och Kalina, som är förorter till megastaden Bombay, Indien. Det är ett av världens största slumområden, och är beläget mellan Bombays västra och centrala järnvägslinjer, på en yta av omkring 217 hektar. Uppskattningar av antalet människor som bor i området varierar från 600 000 till en miljon, vilket ger en befolkningstäthet mellan cirka 280 000 och 460 000 invånare per kvadratkilometer och på så vis är Dharavi världens idag mest tätbefolkade område.

## Dharavi i media
Slumområdet har fått internationell uppmärksamhet genom filmen Slummens arkitekt, som handlar om Dharaviprojektet att bygga skyskrapor i slumområdet där de fattiga ska få bo och att sälja den återstående marken. 